# Guido Winterberg
Pour les articles homonymes, voir Winterberg (homonymie).
Guido Winterberg, né le 19 octobre 1962 à Sursee, est un coureur cycliste suisse, professionnel de 1985 à 1992.

## Palmarès

### Coureur amateur
- 1984
  - Grand Prix Guillaume Tell :
    - Classement général
    - 1re, 3e, 4e et 6e (contre-la-montre) étapes

  - 2e du championnat de Suisse de la montagne
  - 3e du Tour de Suisse orientale

### Coureur professionnel
- 1985
  - GP Brissago
  - Classement général du Circuit franco-belge
  - 2e étape du Tour de Suisse
  - 4e étape du Tour de l'Avenir (contre-la-montre par équipes)
  - 3e du Tour de Suisse
- 1986
  - 4ea étape de la Semaine catalane (contre-la-montre)
  - 8e étape du Tour de Suisse
  - 2ea étape du Grand Prix Guillaume Tell
  - 2e du Grand Prix Guillaume Tell
  - 3e de la Semaine catalane
  - 8e du Tour de la Communauté européenne
- 1987
  - Classement général du Grand Prix Guillaume Tell
  - 3e de l'Étoile de Bessèges
  - 3e de Coire-Arosa
  - 7e de Tirreno-Adriatico
- 1988
  - Tour du Wartenberg
  - 2e du championnat de Suisse sur route
- 1989
  - 2e de La Marseillaise
  - 2e du championnat de Suisse de la montagne
  - 3e du Grand Prix de Lugano
- 1990
  - Tour de Calabre :
    - Classement général
    - 2e étape

## Résultats sur le Tour de France
5 participations
- 1986 : 127e
- 1987 : 112e
- 1988 : non partant (16e étape)
- 1990 : abandon (17e étape)
- 1991 : 69e